# Linaria simplex
Linaria simplex är en grobladsväxtart som först beskrevs av Carl Ludwig von Willdenow, och fick sitt nu gällande namn av Dc.. Linaria simplex ingår i släktet sporrar, och familjen grobladsväxter. Inga underarter finns listade i Catalogue of Life.